# Boris Razinsky
Boris Davidovich Razinsky (Lyubertsy, 12 de julho de 1933 - 6 de agosto de 2012) foi um futebolista soviético, campeão olímpico. 

## Carreira
Boris Razinsky fez parte do elenco medalha de ouro, nos Jogos Olímpicos de 1956.